# 行動通信基地臺

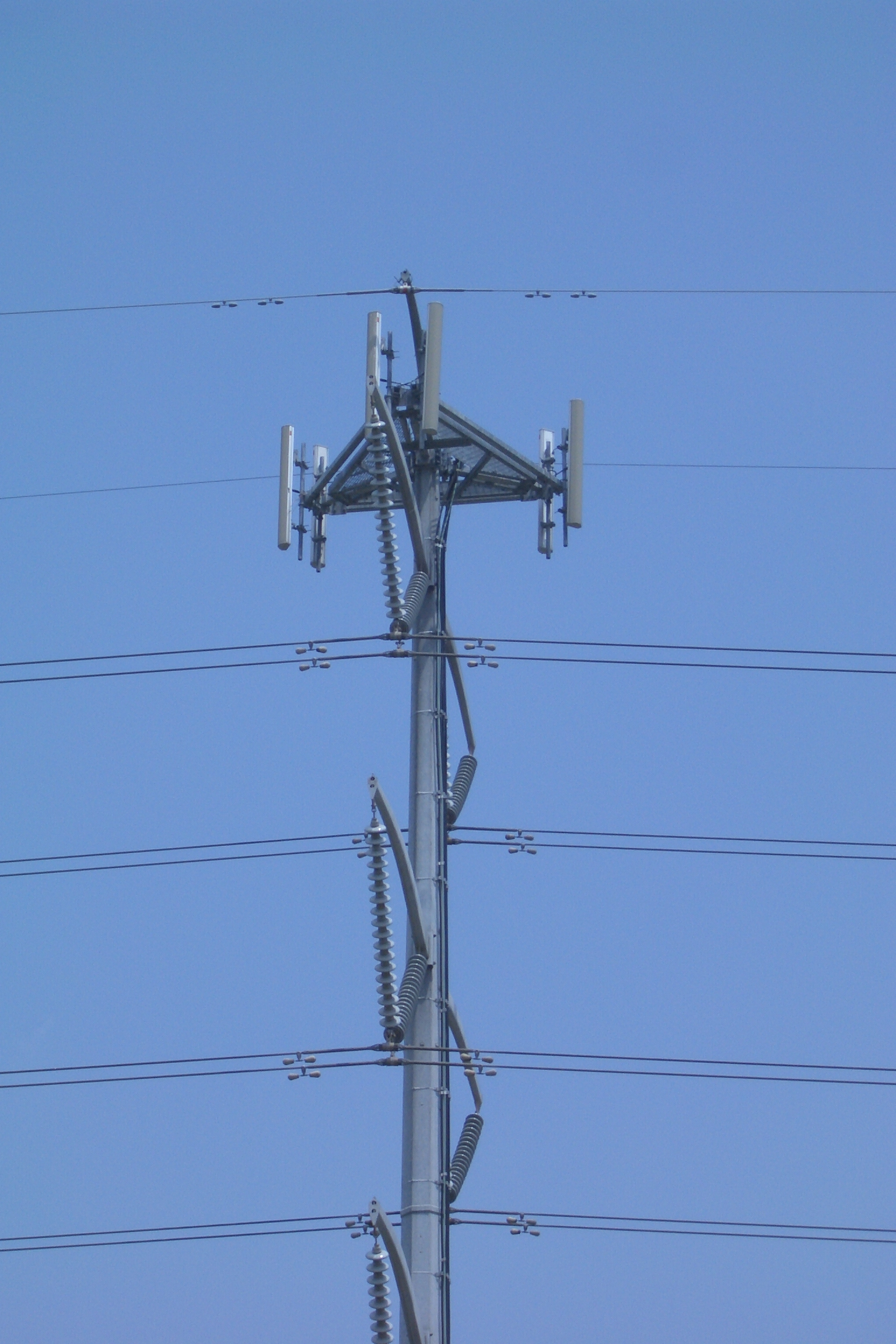
安装在输电塔的蜂窝站

蜂窝站（英語：cell site），也称蜂窝设置点、手机信号发射站、移动通信基站、蜂窝点、蜂窝塔（cell tower）（尽管很多蜂窝站天线不装在塔上）或移动电话杆（mobile phone mast，英国英语）。它是一个安装天线和电子通讯设备、设置蜂窝电信的站点，用于提供移动电话服务所使用的蜂窝网络。信号站由天线塔（或建在高架设施上的天线）、无线电收发机、数字信号处理器、控制电路以及用于定时的GPS接收机，备份电源和机房组成。在这个站点上，天线和电子通信设备通常被放置在一个无线电杆、塔架或其它高处位置上，以便在一个蜂窝网络中创建一个蜂窝站点。这个被设在高处的结构通常被用于支撑天线，以及一套或多套收发机、数字信号处理器、控制电器、一个用于授时的GPS接收器、主备电源，以及外罩。
术语“基站站点”（Base Station Site）可能会更好地反映现在日益增多的多个运营商合并设置站点的情况，也就是多个基站设置在一个站点上。根据运营商所使用的技术的不同，即使一个只服务于单个运营商的站点，也可能放置多个基站。每个基站都为不同的无线接口技术提供服务。
有些地区要求蜂窝站看起来不显眼，能与周围环境合为一体。例如一些森林景区经常将蜂窝塔藏在人造假树上。这些设施一般被称为“隐蔽蜂窝站”或“秘密蜂窝站”。
过去的GSM蜂窝站通过T1（专线或微波）和T3s（专线，微波或光纤）连接到移动电话交换局（MTSO）的基站控制器（BSC）。基站控制器连接到接入公共交换电话网（PSTN）的电话交换机上。

## 运营

### 覆盖范围
一个蜂窝站的工作范围（即移动设备能够可靠地连接到该蜂窝站的范围）并不是一个固定的值。它依赖于很多因素，包括但不限于：
- 天线高出周围地面的距离（Line-of-sight propagation，即视线传播）。
- 所使用的信号的频率。
- 一些技术对于时间的限制（例如，GSM被限制为35公里，对于特殊设备来说，达到70公里也是有可能的）。
- 发射机的功率。
- 签约用户设备要求的上行/下行数据速率。[2]
- 该站点的天线阵的方向性特征。
- 建筑物或植被对无线电能量的反射和吸收。
- 它还可能受限于当地的地理或管理因素，以及气象条件。

总的来说，在那些存在足够的蜂窝站来覆盖广泛区域的那些地方，每个蜂窝站的范围将被设置为：
- 确保有足够的重叠部分用于与其它站点的切换（对于那些有能力处理这一点的技术来说，要将来自一个移动设备的信号，从一个蜂窝站移动到另一个——例如当在汽车或火车上拨打一个GSM电话时）
- 确保重叠区域不会太大，以最小化与其它站点的干扰问题。

实践中，在人口密集、有着最多的潜在用户的地区，蜂窝站会被组合在一起。通过单个站点的蜂窝电话通信流量被基站容量限制，因此基站可以立即处理的呼叫或数据通信流量的数量是一个有限值。这个限制是影响蜂窝杆站点的空间分布的主要因素。在郊区，天线杆通常相隔2～3公里，而在城市中心区域，天线杆可能会相隔近达400～800米。

### 信道复用
为了使蜂窝站能为足够多的用户提供服务，有必要在不同的位置上重复使用相同的信道。例如当你旅行到其他城市的时候，为你提供蜂窝服务的蜂窝站变化了，但所使用的信道可能并没有变化。相同的无线电信道在数英里之外其他的蜂窝天线杆上就会被重用。为了实现这一点，一个蜂窝天线杆的信号被特意设置在一个较低的功率上。并且在许多情况下其天线也被设置为斜向下的，以限制它的覆盖区域。这样就能保证天线杆有一个合适的覆盖区域，不必支持超过可用信道能够承载的会话数量。同时天线杆上的天线通常分成多个扇面进行布置，这样就可以根据每个扇面所对的其它天线杆的覆盖范围变换每个扇面的强度和角度。

### 限制因素
蜂窝电话可能会因为离天线杆太远，或者处于信号被厚墙、山峰或其它结构遮挡而变弱的地方而无法工作。信号不一定需要无遮挡地传播，但足够厚的障碍物可能会削弱信号的强度。很强的无线电干扰也会使信号无法被清晰地收到。当许多人在同一时间尝试使用同一个蜂窝天线杆时，例如在堵车或体育赛事中，可能会出现有蜂窝信号但传输速度很慢的情况。
基站控制器（一个中心计算机，专门处理电话连接）以及蜂窝电话会相互追踪。这允许蜂窝电话流畅地从一个天线杆切换到下一个。随着一个用户朝向一个新的天线杆移动，蜂窝电话会切换到信号更强的新天线杆的信道，并停止使用信号已经变弱的上一个天线杆的信道，这样上一个天线杆的这一信道对于另一个用户来说就可用了。
更多信息：频率复用

### 地理定位
蜂窝地理定位不像GPS那么精确，但是可用于那些没有GPS接收机的设备，以及GPS不可用的情况。其精度根据覆盖了设备的蜂窝站的数量而变化，在那些可使用高级前向链路（Advanced Forward Link）（即一个设备处于至少三个蜂窝站的覆盖范围内）的地方最高，而在那些只有一个单独的蜂窝站可用的地方最低。在后一种情况下，只能确定设备的地理位置处于该站点的覆盖范围内。
使用高级前向链路（Advanced Forward Link）需要一个设备处于至少三个蜂窝站的覆盖范围内，并且运营商使用了授时系统。
另一个方法是使用到达角度（Angle of Arrival，简称：AoA），这种方式需要设备处于至少两个蜂窝站的覆盖范围内，有着中等水平的精确度。
在美国，紧急电话会使用位置数据（当地称为“增强型911”）。运营商们被要求在2005年12月31日时，至少有95%的蜂窝电话支持这个服务。许多运营商并未在这个最后期限之前完成，因此被FCC罚款。

### 无线电功率和健康
美国政府的职能部门，FCC，这样提到：
例如，获取自各种来源的度量数据一致地指出，靠近一个典型的蜂窝塔的‘最坏情况的’地面水平功率密度，在1毫瓦/平方厘米或更少的量级（通常情况是大大低于这个值）。”
蜂窝电话、蜂窝塔、Wi-Fi、智能仪表（smart meters）、DECT电话、无绳电话（cordless phones）、婴儿监视器，以及其它无线设备发射的都是非电离无线电频率，它被世界卫生组织（WHO）仅仅分级为“潜在致癌”（potential carcinogen）。

## 蜂窝站的得名
为了有效使用信道资源并提高使用效率，每个蜂窝站的覆盖范围都被限制在一定范围內。由于其覆盖范围彼此紧靠，好像蜜蜂窝一般，因此将其称为细胞（Cell）或蜂巢。

## 维护人员
蜂窝站工人被称为攀塔人（Tower Climbers）或传输塔架工人。传输塔架工人经常在高达460米的高度上工作，为蜂窝电话和其它无线通信公司进行维护和修复工作。

## 特殊蜂窝站

### 临时蜂窝站
尽管蜂窝天线通常被建造在固定的建筑结构上，运营商同时还保有着一些车队，称为“轮上蜂窝”（Cells-On-Wheels，简称：COWs），作为临时蜂窝站提供服务。它们有时会携带发电机，以备在电网不可用的时候使用。
COW也会用于临时替代永久蜂窝站，如在永久蜂窝站设备受损时，在永久蜂窝站进行计划内停机期间，以及在大型活动发生期间提升蜂窝网络的容量。

### 无电网蜂窝站
一个无电网蜂窝站是不和公共电网连接的。通常这样的蜂窝站是因为区域电网不存在或难以连接而不连接到电网上。
燃料电池（fuel cell）或其它备用电源系统被添加到重要的蜂窝站来提供应急电源。更多站点则使用内燃机驱动的发电机组。
然而，由于比公共电网的效率要低，它们增加了运营成本（OPEX）。并且是大气与噪音的污染源。
可再生能源，例如太阳能和风能在蜂窝站所处地点可能是可用的。它们可以被通过燃料发电机系统来备份，允许蜂窝站在可再生资源不足是仍然可以工作。
来自断续源的能量被存储在蓄电池（secondary batteries）中，通常被设计为拥有平均5天的自给能力，以允许维修人员在需要进行修复时，有足够的事件到达。
可再生能源系统在可用时提供电力。燃料电池只有在自然资源不充足的时候才会激活，来提供系统所需的能量。紧急电源（燃料电池）被设计为持续平均10天。通过这种方式，该体系是完全自给的：这使得维护团队只需要少量地到达该站点，因为通常那些地方都很难到达。

### 隐蔽蜂窝站
蜂窝站的设置有时会遭到当地居民的反对，居民可能会担心其致癌风险或反感其外表。这一问题有时通过将天线杆伪装成其它设施来解决，例如旗杆、路灯、树、或烟囱。
最常见的伪装方法是将蜂窝站隐藏在一棵塑料假树中。假树的外貌会被精确地设计以将蜂窝站以自然的形式完全地隐藏起来。所使用的材料需要保证可以让无线电波穿过。这类隐蔽蜂窝站的昵称包括“独棕榈”（monopalm），因为一个独杆天线（monopole）被伪装成一棵棕榈树（palm tree）；或者“假松电话”，因为天线杆被伪装成一棵松树（pine tree）。
在屋顶结构中建造蜂窝站也是常见的伪装方法。屋顶遮盖板可以被固定在现有的屋顶结构上，快速和便宜地将蜂窝站隐藏在它们的下方。